# St. Laurentius (Reichenhofen)

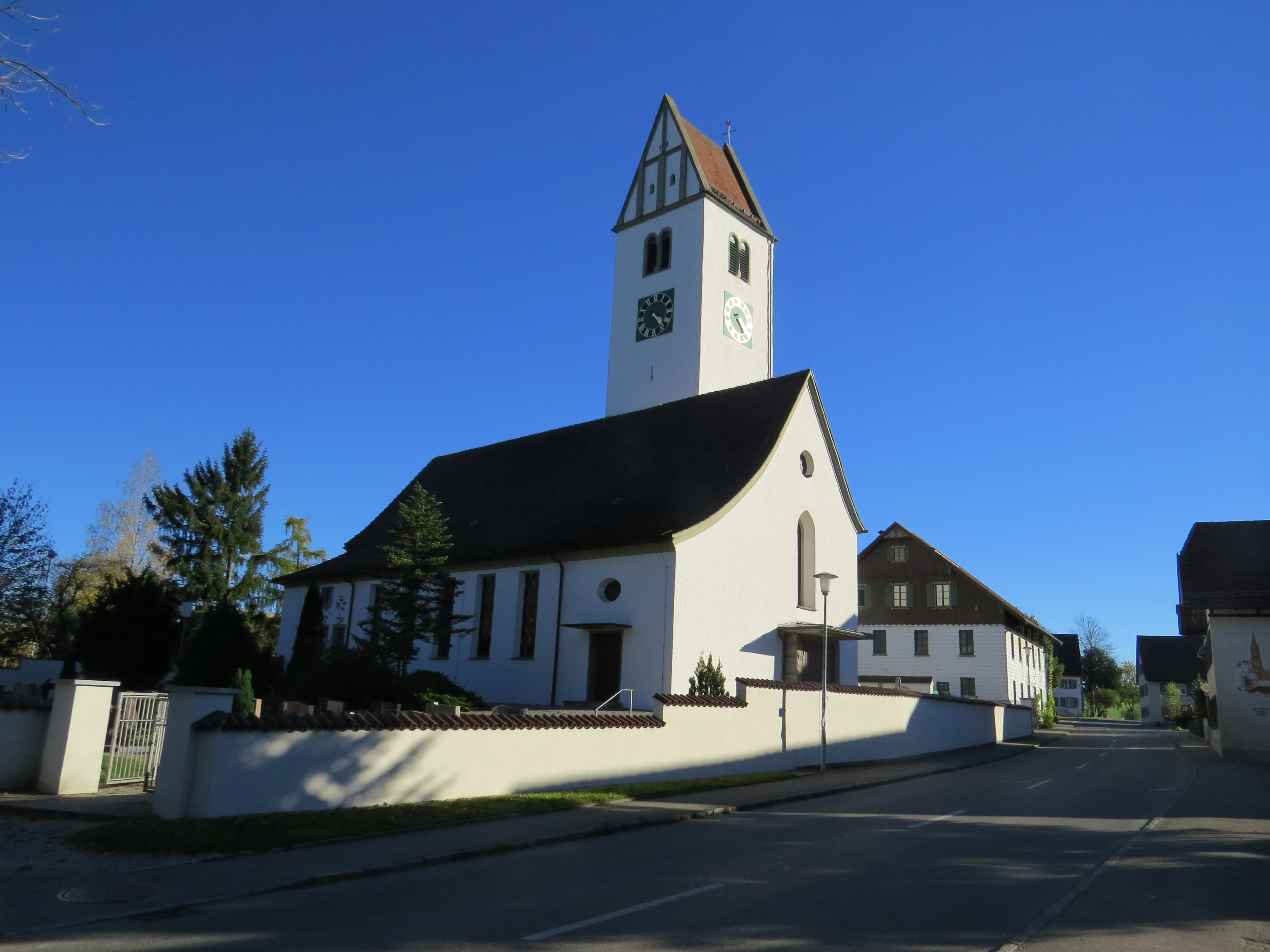
St. Laurentius in Reichenhofen

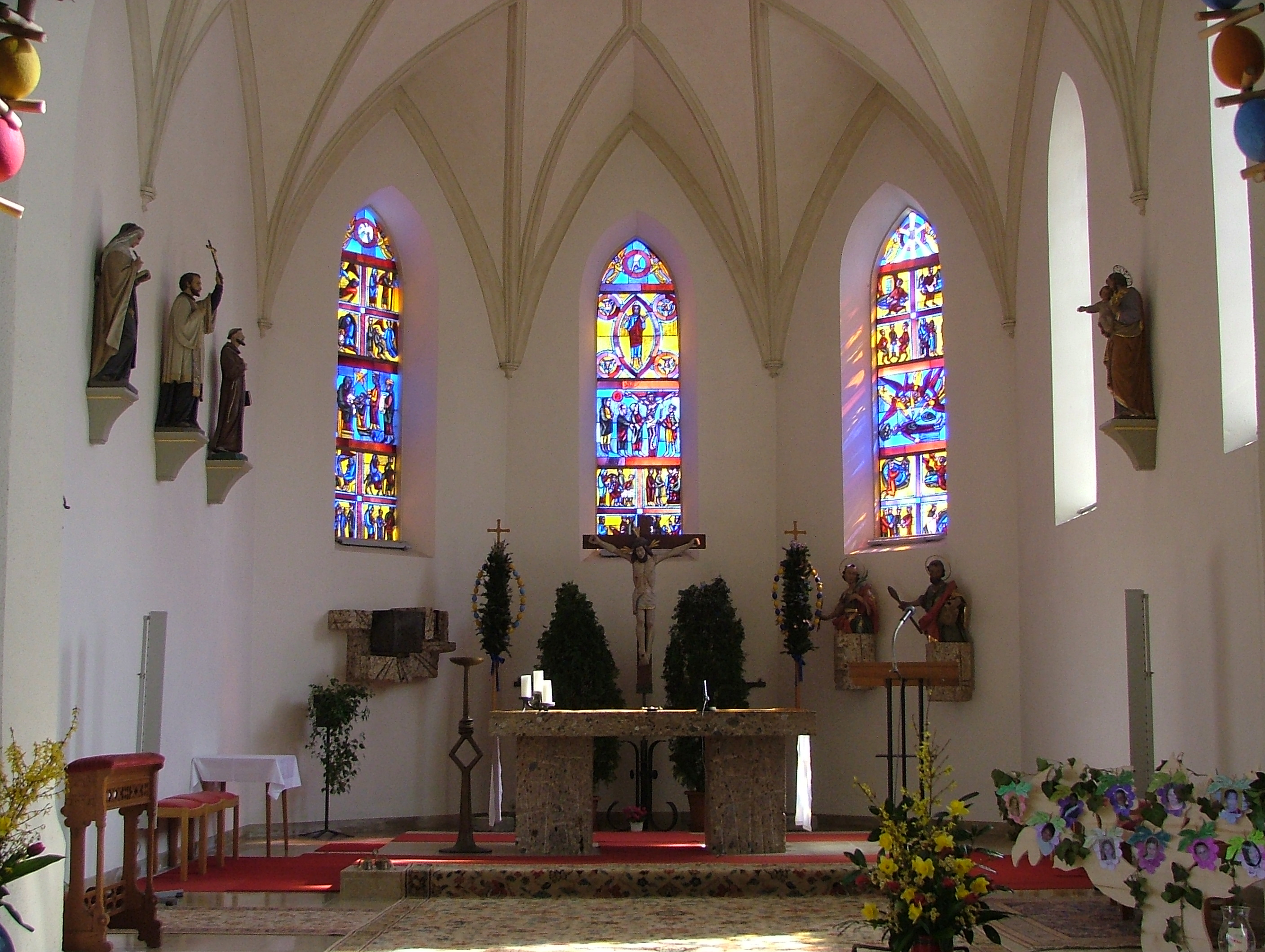
Innenansicht

Die römisch-katholische Pfarrkirche St. Laurentius steht in Reichenhofen, einem Stadtteil der Großen Kreisstadt Leutkirch im Allgäu im Landkreis Ravensburg in Baden-Württemberg. Die Kirchengemeinde gehört zum Dekanat Allgäu-Oberschwaben in der Diözese Rottenburg-Stuttgart. Das Bauwerk ist beim Landesamt für Denkmalpflege Baden-Württemberg als Baudenkmal eingetragen.

## Beschreibung
Die Saalkirche besteht aus einem Langhaus, einem gleich breiten, dreiseitig geschlossenen Chor im Osten und einem Kirchturm an der Südwand des Langhauses. Der von Strebepfeilern gestützte Chor wurde 1500 gebaut. Das Langhaus wurde 1736 erneuert, 1739 nach Westen verlängert und 1960 nach Norden verbreitert. Die unteren Geschosse des Kirchturms stammen von 1534. Er wurde 1736 aufgestockt, um die Turmuhr und hinter den als Biforien gestalteten Klangarkaden den Glockenstuhl mit vier Kirchenglocken unterzubringen, und quer mit einem Satteldach zwischen Giebeln aus Holzfachwerk bedeckt. 
Zur Kirchenausstattung gehört eine Statue aus der frühen Schaffensphase von Hans Multscher, die ursprünglich in der Kapelle St. Wolfgang stand.